# Plénée-Jugon
 Plénée-Jugon  (en bretón Plened-Yugon) es una población y comuna francesa, situada en la región de Bretaña, departamento de Côtes-d'Armor, en el distrito de Dinan y cantón de Jugon-les-Lacs.

## Demografía
| 2561 | 2526 | 2464 | 2291 | 2235 | 2265 |
| Para los censos de 1962 a 1999 la población legal corresponde a la población sin duplicidades (Fuente: INSEE [Consultar]) |      |      |      |      |      |

## Lugares de interés
- La abadía de Notre-Dame de Boquen, del siglo XII, monumento histórico de Francia